# Lista di asteroidi (413001-414000)
Di seguito una lista di asteroidi dal numero 413001 al 414000 con data di scoperta e scopritore.

## 413001-413100
| Nome         | Designazione provvisoria | Data di scoperta  | Scopritore               |
| ------------ | ------------------------ | ----------------- | ------------------------ |
| 413001 -     | 1999 UR30                | 31 ottobre 1999   | Spacewatch               |
| 413002 -     | 1999 VG22                | 11 novembre 1999  | CSS                      |
| 413003 -     | 1999 VK119               | 3 novembre 1999   | Spacewatch               |
| 413004 -     | 1999 VY121               | 4 novembre 1999   | Spacewatch               |
| 413005 -     | 1999 VR124               | 10 novembre 1999  | Spacewatch               |
| 413006 -     | 1999 VH154               | 12 novembre 1999  | Spacewatch               |
| 413007 -     | 1999 VP181               | 19 ottobre 1999   | Spacewatch               |
| 413008 -     | 1999 VP197               | 3 novembre 1999   | CSS                      |
| 413009 -     | 1999 VF210               | 12 novembre 1999  | LINEAR                   |
| 413010 -     | 2000 CV39                | 2 febbraio 2000   | LINEAR                   |
| 413011 -     | 2000 FY7                 | 30 marzo 2000     | Comba, P. G.             |
| 413012 -     | 2000 GU149               | 5 aprile 2000     | LINEAR                   |
| 413013 -     | 2000 HP45                | 26 aprile 2000    | LONEOS                   |
| 413014 -     | 2000 NB8                 | 5 luglio 2000     | Spacewatch               |
| 413015 -     | 2000 QT114               | 24 agosto 2000    | LINEAR                   |
| 413016 -     | 2000 QA221               | 21 agosto 2000    | LONEOS                   |
| 413017 -     | 2000 QG231               | 29 agosto 2000    | LINEAR                   |
| 413018 -     | 2000 SN93                | 23 settembre 2000 | LINEAR                   |
| 413019 -     | 2000 SB94                | 23 settembre 2000 | LINEAR                   |
| 413020 -     | 2000 SH130               | 22 settembre 2000 | LINEAR                   |
| 413021 -     | 2000 SY162               | 28 settembre 2000 | LINEAR                   |
| 413022 -     | 2000 SN250               | 24 settembre 2000 | LINEAR                   |
| 413023 -     | 2000 TR31                | 5 ottobre 2000    | Spacewatch               |
| 413024 -     | 2000 TS51                | 1º ottobre 2000   | LINEAR                   |
| 413025 -     | 2000 UA4                 | 24 ottobre 2000   | LINEAR                   |
| 413026 -     | 2000 UU38                | 24 ottobre 2000   | LINEAR                   |
| 413027 -     | 2000 UF59                | 25 ottobre 2000   | LINEAR                   |
| 413028 -     | 2000 UV72                | 25 ottobre 2000   | LINEAR                   |
| 413029 -     | 2000 UB109               | 31 ottobre 2000   | LINEAR                   |
| 413030 -     | 2000 WC66                | 19 novembre 2000  | LINEAR                   |
| 413031 -     | 2000 WQ133               | 19 novembre 2000  | LINEAR                   |
| 413032 -     | 2000 XF27                | 4 dicembre 2000   | LINEAR                   |
| 413033 Aerts | 2000 XU53                | 4 dicembre 2000   | Pauwels, T.              |
| 413034 -     | 2000 YM23                | 28 dicembre 2000  | Spacewatch               |
| 413035 -     | 2001 AQ49                | 15 gennaio 2001   | Spacewatch               |
| 413036 -     | 2001 KO34                | 18 maggio 2001    | LINEAR                   |
| 413037 -     | 2001 KN51                | 25 maggio 2001    | LINEAR                   |
| 413038 -     | 2001 MF1                 | 16 giugno 2001    | LONEOS                   |
| 413039 -     | 2001 NB12                | 13 luglio 2001    | NEAT                     |
| 413040 -     | 2001 OS75                | 24 luglio 2001    | NEAT                     |
| 413041 -     | 2001 PL35                | 11 agosto 2001    | NEAT                     |
| 413042 -     | 2001 PG43                | 12 agosto 2001    | NEAT                     |
| 413043 -     | 2001 QM65                | 17 agosto 2001    | LINEAR                   |
| 413044 -     | 2001 QU108               | 23 agosto 2001    | LINEAR                   |
| 413045 -     | 2001 QS151               | 24 agosto 2001    | LONEOS                   |
| 413046 -     | 2001 QL161               | 23 agosto 2001    | LONEOS                   |
| 413047 -     | 2001 QC177               | 24 agosto 2001    | LINEAR                   |
| 413048 -     | 2001 QA188               | 21 agosto 2001    | NEAT                     |
| 413049 -     | 2001 QY196               | 22 agosto 2001    | NEAT                     |
| 413050 -     | 2001 QR227               | 24 agosto 2001    | LONEOS                   |
| 413051 -     | 2001 QT280               | 19 agosto 2001    | LINEAR                   |
| 413052 -     | 2001 QM330               | 25 agosto 2001    | LINEAR                   |
| 413053 -     | 2001 RY12                | 8 settembre 2001  | LINEAR                   |
| 413054 -     | 2001 RB35                | 8 settembre 2001  | LINEAR                   |
| 413055 -     | 2001 RV48                | 11 settembre 2001 | LINEAR                   |
| 413056 -     | 2001 RA87                | 27 agosto 2001    | LONEOS                   |
| 413057 -     | 2001 RN108               | 12 settembre 2001 | LINEAR                   |
| 413058 -     | 2001 RZ120               | 12 settembre 2001 | LINEAR                   |
| 413059 -     | 2001 RU121               | 12 settembre 2001 | LINEAR                   |
| 413060 -     | 2001 RM132               | 12 settembre 2001 | LINEAR                   |
| 413061 -     | 2001 RX145               | 8 settembre 2001  | LINEAR                   |
| 413062 -     | 2001 SA23                | 10 settembre 2001 | LONEOS                   |
| 413063 -     | 2001 SC36                | 16 settembre 2001 | LINEAR                   |
| 413064 -     | 2001 SG88                | 12 settembre 2001 | LINEAR                   |
| 413065 -     | 2001 SX96                | 22 agosto 2001    | Spacewatch               |
| 413066 -     | 2001 SG116               | 18 settembre 2001 | NEAT                     |
| 413067 -     | 2001 SF117               | 24 agosto 2001    | LONEOS                   |
| 413068 -     | 2001 SB121               | 16 settembre 2001 | LINEAR                   |
| 413069 -     | 2001 SR122               | 16 settembre 2001 | LINEAR                   |
| 413070 -     | 2001 SG175               | 16 settembre 2001 | LINEAR                   |
| 413071 -     | 2001 SR184               | 19 settembre 2001 | LINEAR                   |
| 413072 -     | 2001 SD248               | 19 settembre 2001 | LINEAR                   |
| 413073 -     | 2001 SG264               | 25 settembre 2001 | LINEAR                   |
| 413074 -     | 2001 SL306               | 20 settembre 2001 | LINEAR                   |
| 413075 -     | 2001 SW306               | 20 settembre 2001 | LINEAR                   |
| 413076 -     | 2001 SF312               | 20 settembre 2001 | LINEAR                   |
| 413077 -     | 2001 SK321               | 26 agosto 2001    | LONEOS                   |
| 413078 -     | 2001 SZ321               | 25 settembre 2001 | LINEAR                   |
| 413079 -     | 2001 SN325               | 17 settembre 2001 | NEAT                     |
| 413080 -     | 2001 TH17                | 20 settembre 2001 | LINEAR                   |
| 413081 -     | 2001 TP23                | 14 ottobre 2001   | LINEAR                   |
| 413082 -     | 2001 TQ102               | 15 ottobre 2001   | LINEAR                   |
| 413083 -     | 2001 TL103               | 14 ottobre 2001   | LINEAR                   |
| 413084 -     | 2001 TJ123               | 12 ottobre 2001   | NEAT                     |
| 413085 -     | 2001 TE140               | 12 settembre 2001 | LINEAR                   |
| 413086 -     | 2001 TG166               | 15 ottobre 2001   | LINEAR                   |
| 413087 -     | 2001 TA174               | 14 ottobre 2001   | LINEAR                   |
| 413088 -     | 2001 TE230               | 23 settembre 2001 | LINEAR                   |
| 413089 -     | 2001 TZ254               | 14 ottobre 2001   | Sloan Digital Sky Survey |
| 413090 -     | 2001 UH11                | 17 ottobre 2001   | LINEAR                   |
| 413091 -     | 2001 UV16                | 23 ottobre 2001   | NEAT                     |
| 413092 -     | 2001 UM18                | 16 ottobre 2001   | Spacewatch               |
| 413093 -     | 2001 UF31                | 16 ottobre 2001   | LINEAR                   |
| 413094 -     | 2001 UK37                | 17 ottobre 2001   | LINEAR                   |
| 413095 -     | 2001 UC56                | 17 ottobre 2001   | LINEAR                   |
| 413096 -     | 2001 UY60                | 20 settembre 2001 | LINEAR                   |
| 413097 -     | 2001 UB78                | 20 settembre 2001 | LINEAR                   |
| 413098 -     | 2001 UW91                | 18 ottobre 2001   | NEAT                     |
| 413099 -     | 2001 UL96                | 17 ottobre 2001   | LINEAR                   |
| 413100 -     | 2001 UE106               | 20 ottobre 2001   | LINEAR                   |

## 413101-413200
| Nome     | Designazione provvisoria | Data di scoperta  | Scopritore                           |
| -------- | ------------------------ | ----------------- | ------------------------------------ |
| 413101 - | 2001 UC134               | 21 ottobre 2001   | LINEAR                               |
| 413102 - | 2001 UK134               | 13 ottobre 2001   | Spacewatch                           |
| 413103 - | 2001 UT142               | 10 ottobre 2001   | Spacewatch                           |
| 413104 - | 2001 UM162               | 23 ottobre 2001   | LINEAR                               |
| 413105 - | 2001 UM163               | 23 ottobre 2001   | LINEAR                               |
| 413106 - | 2001 UV176               | 21 ottobre 2001   | LINEAR                               |
| 413107 - | 2001 UM196               | 17 ottobre 2001   | Spacewatch                           |
| 413108 - | 2001 VN4                 | 9 novembre 2001   | LINEAR                               |
| 413109 - | 2001 VZ4                 | 11 novembre 2001  | LINEAR                               |
| 413110 - | 2001 VZ49                | 10 novembre 2001  | LINEAR                               |
| 413111 - | 2001 VS61                | 10 novembre 2001  | LINEAR                               |
| 413112 - | 2001 VA72                | 12 novembre 2001  | Uppsala-DLR Asteroid Survey          |
| 413113 - | 2001 VS111               | 12 novembre 2001  | LINEAR                               |
| 413114 - | 2001 VF123               | 14 novembre 2001  | Spacewatch                           |
| 413115 - | 2001 VR133               | 11 novembre 2001  | Sloan Digital Sky Survey             |
| 413116 - | 2001 WK7                 | 17 novembre 2001  | LINEAR                               |
| 413117 - | 2001 WZ18                | 17 novembre 2001  | LINEAR                               |
| 413118 - | 2001 WP25                | 17 novembre 2001  | LINEAR                               |
| 413119 - | 2001 WL43                | 18 novembre 2001  | LINEAR                               |
| 413120 - | 2001 WB44                | 18 novembre 2001  | LINEAR                               |
| 413121 - | 2001 WL56                | 26 ottobre 2001   | LINEAR                               |
| 413122 - | 2001 WB102               | 18 novembre 2001  | Spacewatch                           |
| 413123 - | 2001 XS1                 | 9 dicembre 2001   | LINEAR                               |
| 413124 - | 2001 XN2                 | 8 dicembre 2001   | LINEAR                               |
| 413125 - | 2001 XH5                 | 5 dicembre 2001   | NEAT                                 |
| 413126 - | 2001 XU88                | 14 dicembre 2001  | Boffin, H.                           |
| 413127 - | 2001 XN91                | 10 dicembre 2001  | LINEAR                               |
| 413128 - | 2001 XL104               | 15 dicembre 2001  | LINEAR                               |
| 413129 - | 2001 XY142               | 14 dicembre 2001  | LINEAR                               |
| 413130 - | 2001 XQ145               | 14 dicembre 2001  | LINEAR                               |
| 413131 - | 2001 XB188               | 14 dicembre 2001  | LINEAR                               |
| 413132 - | 2001 XR222               | 17 novembre 2001  | Spacewatch                           |
| 413133 - | 2001 YU1                 | 18 dicembre 2001  | LINEAR                               |
| 413134 - | 2001 YY20                | 20 novembre 2001  | LINEAR                               |
| 413135 - | 2001 YZ25                | 18 dicembre 2001  | LINEAR                               |
| 413136 - | 2001 YJ66                | 18 dicembre 2001  | LINEAR                               |
| 413137 - | 2001 YA72                | 18 dicembre 2001  | LINEAR                               |
| 413138 - | 2001 YV90                | 17 dicembre 2001  | NEAT                                 |
| 413139 - | 2002 AU47                | 9 gennaio 2002    | LINEAR                               |
| 413140 - | 2002 AE156               | 12 gennaio 2002   | Spacewatch                           |
| 413141 - | 2002 AW199               | 8 gennaio 2002    | LINEAR                               |
| 413142 - | 2002 CT87                | 7 febbraio 2002   | LINEAR                               |
| 413143 - | 2002 CH89                | 7 febbraio 2002   | LINEAR                               |
| 413144 - | 2002 CL89                | 7 febbraio 2002   | LINEAR                               |
| 413145 - | 2002 CT142               | 23 dicembre 2001  | Spacewatch                           |
| 413146 - | 2002 CP177               | 5 gennaio 2002    | Spacewatch                           |
| 413147 - | 2002 CO180               | 10 febbraio 2002  | LINEAR                               |
| 413148 - | 2002 CQ249               | 6 febbraio 2002   | Buie, M. W.                          |
| 413149 - | 2002 CA257               | 5 febbraio 2002   | NEAT                                 |
| 413150 - | 2002 ED9                 | 15 febbraio 2002  | LINEAR                               |
| 413151 - | 2002 ER23                | 5 marzo 2002      | Spacewatch                           |
| 413152 - | 2002 ET67                | 13 marzo 2002     | LINEAR                               |
| 413153 - | 2002 EN113               | 10 marzo 2002     | Spacewatch                           |
| 413154 - | 2002 EA128               | 12 marzo 2002     | NEAT                                 |
| 413155 - | 2002 FC3                 | 16 marzo 2002     | LINEAR                               |
| 413156 - | 2002 GS45                | 4 aprile 2002     | Spacewatch                           |
| 413157 - | 2002 GE59                | 8 aprile 2002     | NEAT                                 |
| 413158 - | 2002 GE64                | 8 aprile 2002     | NEAT                                 |
| 413159 - | 2002 GK103               | 10 aprile 2002    | LINEAR                               |
| 413160 - | 2002 GV124               | 12 aprile 2002    | LINEAR                               |
| 413161 - | 2002 GB184               | 5 aprile 2002     | NEAT                                 |
| 413162 - | 2002 GW188               | 9 aprile 2002     | NEAT                                 |
| 413163 - | 2002 LB59                | 21 aprile 2002    | Spacewatch                           |
| 413164 - | 2002 NL59                | 13 luglio 2002    | Beijing Schmidt CCD Asteroid Program |
| 413165 - | 2002 NZ69                | 2 luglio 2002     | NEAT                                 |
| 413166 - | 2002 PY161               | 8 agosto 2002     | Hoenig, S. F.                        |
| 413167 - | 2002 PX176               | 11 agosto 2002    | NEAT                                 |
| 413168 - | 2002 QA58                | 28 agosto 2002    | Matson, R.                           |
| 413169 - | 2002 QL81                | 30 agosto 2002    | NEAT                                 |
| 413170 - | 2002 QN82                | 30 agosto 2002    | NEAT                                 |
| 413171 - | 2002 QP86                | 17 agosto 2002    | NEAT                                 |
| 413172 - | 2002 QJ93                | 30 agosto 2002    | NEAT                                 |
| 413173 - | 2002 QJ95                | 18 agosto 2002    | NEAT                                 |
| 413174 - | 2002 QA96                | 16 agosto 2002    | NEAT                                 |
| 413175 - | 2002 QS96                | 18 agosto 2002    | NEAT                                 |
| 413176 - | 2002 QY103               | 26 agosto 2002    | NEAT                                 |
| 413177 - | 2002 QM112               | 17 agosto 2002    | NEAT                                 |
| 413178 - | 2002 QS116               | 29 agosto 2002    | NEAT                                 |
| 413179 - | 2002 QR139               | 16 agosto 2002    | NEAT                                 |
| 413180 - | 2002 RH1                 | 2 settembre 2002  | NEAT                                 |
| 413181 - | 2002 RX73                | 12 agosto 2002    | LINEAR                               |
| 413182 - | 2002 RS235               | 11 settembre 2002 | White, M., Collins, M.               |
| 413183 - | 2002 RH243               | 10 settembre 2002 | NEAT                                 |
| 413184 - | 2002 RR247               | 15 settembre 2002 | NEAT                                 |
| 413185 - | 2002 RU250               | 15 settembre 2002 | NEAT                                 |
| 413186 - | 2002 RZ250               | 1º settembre 2002 | NEAT                                 |
| 413187 - | 2002 RO282               | 3 settembre 2002  | NEAT                                 |
| 413188 - | 2002 TC310               | 4 ottobre 2002    | Sloan Digital Sky Survey             |
| 413189 - | 2002 TK314               | 4 ottobre 2002    | Sloan Digital Sky Survey             |
| 413190 - | 2002 TE350               | 10 ottobre 2002   | Sloan Digital Sky Survey             |
| 413191 - | 2002 TO350               | 10 ottobre 2002   | Sloan Digital Sky Survey             |
| 413192 - | 2002 VY94                | 14 novembre 2002  | NEAT                                 |
| 413193 - | 2002 VL105               | 12 novembre 2002  | LINEAR                               |
| 413194 - | 2002 WA15                | 28 novembre 2002  | LONEOS                               |
| 413195 - | 2002 WJ27                | 24 novembre 2002  | NEAT                                 |
| 413196 - | 2002 XU60                | 5 dicembre 2002   | LINEAR                               |
| 413197 - | 2002 XH78                | 11 dicembre 2002  | LINEAR                               |
| 413198 - | 2002 XE119               | 10 dicembre 2002  | NEAT                                 |
| 413199 - | 2002 YB                  | 19 dicembre 2002  | NEAT                                 |
| 413200 - | 2003 AS77                | 10 gennaio 2003   | LINEAR                               |

## 413201-413300
| Nome                 | Designazione provvisoria | Data di scoperta  | Scopritore               |
| -------------------- | ------------------------ | ----------------- | ------------------------ |
| 413201 -             | 2003 AB79                | 10 gennaio 2003   | Spacewatch               |
| 413202 -             | 2003 AB82                | 11 gennaio 2003   | LINEAR                   |
| 413203 -             | 2003 AM82                | 13 gennaio 2003   | LINEAR                   |
| 413204 -             | 2003 BA14                | 11 gennaio 2003   | Spacewatch               |
| 413205 -             | 2003 BN54                | 27 gennaio 2003   | NEAT                     |
| 413206 -             | 2003 BS64                | 30 gennaio 2003   | NEAT                     |
| 413207 -             | 2003 BW70                | 31 gennaio 2003   | Spacewatch               |
| 413208 -             | 2003 BR83                | 31 gennaio 2003   | LINEAR                   |
| 413209 -             | 2003 FF35                | 23 marzo 2003     | Spacewatch               |
| 413210 -             | 2003 FD93                | 29 marzo 2003     | LONEOS                   |
| 413211 -             | 2003 GD28                | 7 aprile 2003     | LINEAR                   |
| 413212 -             | 2003 GX35                | 5 aprile 2003     | LONEOS                   |
| 413213 -             | 2003 GC45                | 8 aprile 2003     | NEAT                     |
| 413214 -             | 2003 HY6                 | 24 aprile 2003    | Spacewatch               |
| 413215 -             | 2003 JB1                 | 1º maggio 2003    | Spacewatch               |
| 413216 -             | 2003 MA                  | 16 giugno 2003    | LONEOS                   |
| 413217 -             | 2003 PW3                 | 2 agosto 2003     | NEAT                     |
| 413218 -             | 2003 QU41                | 22 agosto 2003    | LINEAR                   |
| 413219 -             | 2003 QV72                | 24 agosto 2003    | NEAT                     |
| 413220 -             | 2003 QY81                | 23 agosto 2003    | NEAT                     |
| 413221 -             | 2003 QM87                | 25 agosto 2003    | NEAT                     |
| 413222 -             | 2003 QM95                | 30 agosto 2003    | Spacewatch               |
| 413223 -             | 2003 RT3                 | 1º settembre 2003 | LINEAR                   |
| 413224 -             | 2003 RF9                 | 21 agosto 2003    | CINEOS                   |
| 413225 -             | 2003 RD10                | 2 settembre 2003  | Bickel, W.               |
| 413226 -             | 2003 RC24                | 15 settembre 2003 | LONEOS                   |
| 413227 -             | 2003 SP22                | 16 settembre 2003 | Spacewatch               |
| 413228 -             | 2003 SM25                | 17 settembre 2003 | Spacewatch               |
| 413229 -             | 2003 SE63                | 17 settembre 2003 | Spacewatch               |
| 413230 -             | 2003 SB76                | 18 settembre 2003 | Spacewatch               |
| 413231 -             | 2003 SS89                | 18 settembre 2003 | NEAT                     |
| 413232 -             | 2003 SX118               | 16 settembre 2003 | Spacewatch               |
| 413233 Várkonyiágnes | 2003 SB129               | 20 settembre 2003 | Piszkesteto              |
| 413234 -             | 2003 SF136               | 19 settembre 2003 | CINEOS                   |
| 413235 -             | 2003 SW149               | 17 settembre 2003 | LINEAR                   |
| 413236 -             | 2003 SQ154               | 19 settembre 2003 | LONEOS                   |
| 413237 -             | 2003 SQ160               | 22 settembre 2003 | Spacewatch               |
| 413238 -             | 2003 SM176               | 18 settembre 2003 | NEAT                     |
| 413239 -             | 2003 SA200               | 21 settembre 2003 | LONEOS                   |
| 413240 -             | 2003 SE204               | 22 settembre 2003 | Spacewatch               |
| 413241 -             | 2003 SD210               | 26 settembre 2003 | LINEAR                   |
| 413242 -             | 2003 SU213               | 26 settembre 2003 | Yeung, W. K. Y.          |
| 413243 -             | 2003 SC215               | 26 settembre 2003 | Comba, P. G.             |
| 413244 -             | 2003 SE218               | 27 settembre 2003 | Spacewatch               |
| 413245 -             | 2003 SA219               | 19 settembre 2003 | NEAT                     |
| 413246 -             | 2003 SO268               | 29 settembre 2003 | Spacewatch               |
| 413247 -             | 2003 SY273               | 28 settembre 2003 | LINEAR                   |
| 413248 -             | 2003 SX299               | 16 settembre 2003 | Spacewatch               |
| 413249 -             | 2003 SS311               | 29 settembre 2003 | LINEAR                   |
| 413250 -             | 2003 SW318               | 19 settembre 2003 | Spacewatch               |
| 413251 -             | 2003 SJ319               | 21 settembre 2003 | Spacewatch               |
| 413252 -             | 2003 SM322               | 29 settembre 2003 | LONEOS                   |
| 413253 -             | 2003 SU325               | 18 settembre 2003 | Spacewatch               |
| 413254 -             | 2003 SM328               | 21 settembre 2003 | LONEOS                   |
| 413255 -             | 2003 SJ393               | 18 settembre 2003 | CINEOS                   |
| 413256 -             | 2003 SL400               | 26 settembre 2003 | Sloan Digital Sky Survey |
| 413257 -             | 2003 SH428               | 17 settembre 2003 | Spacewatch               |
| 413258 -             | 2003 SR431               | 16 settembre 2003 | Spacewatch               |
| 413259 -             | 2003 SO433               | 30 settembre 2003 | Spacewatch               |
| 413260 -             | 2003 TL4                 | 13 ottobre 2003   | LINEAR                   |
| 413261 -             | 2003 TJ17                | 15 ottobre 2003   | LONEOS                   |
| 413262 -             | 2003 TS21                | 1º ottobre 2003   | LONEOS                   |
| 413263 -             | 2003 TM24                | 22 settembre 2003 | LONEOS                   |
| 413264 -             | 2003 TY34                | 1º ottobre 2003   | Spacewatch               |
| 413265 -             | 2003 TK36                | 1º ottobre 2003   | Spacewatch               |
| 413266 -             | 2003 TS41                | 2 ottobre 2003    | Spacewatch               |
| 413267 -             | 2003 TA45                | 3 ottobre 2003    | Spacewatch               |
| 413268 -             | 2003 TY47                | 19 settembre 2003 | Spacewatch               |
| 413269 -             | 2003 TF54                | 5 ottobre 2003    | Spacewatch               |
| 413270 -             | 2003 UR3                 | 16 ottobre 2003   | Spacewatch               |
| 413271 -             | 2003 UK15                | 16 ottobre 2003   | Spacewatch               |
| 413272 -             | 2003 UY18                | 20 ottobre 2003   | LINEAR                   |
| 413273 -             | 2003 UM36                | 16 ottobre 2003   | NEAT                     |
| 413274 -             | 2003 UY47                | 16 ottobre 2003   | Spacewatch               |
| 413275 -             | 2003 UU57                | 16 ottobre 2003   | Spacewatch               |
| 413276 -             | 2003 UV57                | 2 ottobre 2003    | Spacewatch               |
| 413277 -             | 2003 UP58                | 16 ottobre 2003   | Spacewatch               |
| 413278 -             | 2003 UM65                | 16 ottobre 2003   | NEAT                     |
| 413279 -             | 2003 UG70                | 18 ottobre 2003   | Spacewatch               |
| 413280 -             | 2003 UX78                | 18 ottobre 2003   | Spacewatch               |
| 413281 -             | 2003 UL80                | 28 settembre 2003 | Spacewatch               |
| 413282 -             | 2003 UO89                | 20 ottobre 2003   | Spacewatch               |
| 413283 -             | 2003 UX108               | 19 ottobre 2003   | Spacewatch               |
| 413284 -             | 2003 UG110               | 19 ottobre 2003   | Spacewatch               |
| 413285 -             | 2003 UB113               | 15 ottobre 2003   | LONEOS                   |
| 413286 -             | 2003 UN115               | 2 ottobre 2003    | Spacewatch               |
| 413287 -             | 2003 UE128               | 21 ottobre 2003   | Spacewatch               |
| 413288 -             | 2003 UL132               | 19 ottobre 2003   | NEAT                     |
| 413289 -             | 2003 US155               | 20 ottobre 2003   | Spacewatch               |
| 413290 -             | 2003 UX161               | 21 ottobre 2003   | LINEAR                   |
| 413291 -             | 2003 UO164               | 28 settembre 2003 | LINEAR                   |
| 413292 -             | 2003 UT170               | 19 ottobre 2003   | Spacewatch               |
| 413293 -             | 2003 UR176               | 21 ottobre 2003   | LONEOS                   |
| 413294 -             | 2003 UJ177               | 21 ottobre 2003   | NEAT                     |
| 413295 -             | 2003 UN178               | 21 ottobre 2003   | NEAT                     |
| 413296 -             | 2003 UZ178               | 21 ottobre 2003   | NEAT                     |
| 413297 -             | 2003 UL184               | 3 ottobre 2003    | Spacewatch               |
| 413298 -             | 2003 UE195               | 20 ottobre 2003   | Spacewatch               |
| 413299 -             | 2003 UV205               | 22 ottobre 2003   | LINEAR                   |
| 413300 -             | 2003 UV206               | 22 ottobre 2003   | LINEAR                   |

## 413301-413400
| Nome     | Designazione provvisoria | Data di scoperta  | Scopritore                |
| -------- | ------------------------ | ----------------- | ------------------------- |
| 413301 - | 2003 UJ219               | 21 ottobre 2003   | Spacewatch                |
| 413302 - | 2003 UW222               | 22 ottobre 2003   | LINEAR                    |
| 413303 - | 2003 UC223               | 6 ottobre 2003    | LINEAR                    |
| 413304 - | 2003 UR229               | 3 ottobre 2003    | Spacewatch                |
| 413305 - | 2003 UE230               | 23 ottobre 2003   | LONEOS                    |
| 413306 - | 2003 UQ233               | 24 ottobre 2003   | LINEAR                    |
| 413307 - | 2003 UF249               | 25 ottobre 2003   | LINEAR                    |
| 413308 - | 2003 UA264               | 28 settembre 2003 | Spacewatch                |
| 413309 - | 2003 UG276               | 29 ottobre 2003   | CSS                       |
| 413310 - | 2003 UL291               | 19 ottobre 2003   | Spacewatch                |
| 413311 - | 2003 UM299               | 16 ottobre 2003   | Spacewatch                |
| 413312 - | 2003 UU300               | 30 settembre 2003 | Spacewatch                |
| 413313 - | 2003 UX307               | 18 ottobre 2003   | Spacewatch                |
| 413314 - | 2003 UF317               | 18 ottobre 2003   | Sloan Digital Sky Survey  |
| 413315 - | 2003 UL350               | 19 ottobre 2003   | Sloan Digital Sky Survey  |
| 413316 - | 2003 UV375               | 22 ottobre 2003   | Sloan Digital Sky Survey  |
| 413317 - | 2003 UB376               | 22 ottobre 2003   | Sloan Digital Sky Survey  |
| 413318 - | 2003 UB378               | 22 ottobre 2003   | Sloan Digital Sky Survey  |
| 413319 - | 2003 UE380               | 22 ottobre 2003   | Sloan Digital Sky Survey  |
| 413320 - | 2003 UJ389               | 22 ottobre 2003   | Buie, M. W.               |
| 413321 - | 2003 WK2                 | 20 ottobre 2003   | Spacewatch                |
| 413322 - | 2003 WD4                 | 24 ottobre 2003   | LINEAR                    |
| 413323 - | 2003 WL15                | 16 novembre 2003  | Spacewatch                |
| 413324 - | 2003 WZ28                | 18 novembre 2003  | Spacewatch                |
| 413325 - | 2003 WL55                | 20 novembre 2003  | LINEAR                    |
| 413326 - | 2003 WB62                | 19 novembre 2003  | Spacewatch                |
| 413327 - | 2003 WK67                | 19 novembre 2003  | Spacewatch                |
| 413328 - | 2003 WV86                | 21 novembre 2003  | LINEAR                    |
| 413329 - | 2003 WT96                | 19 novembre 2003  | LONEOS                    |
| 413330 - | 2003 WN108               | 20 novembre 2003  | Spacewatch                |
| 413331 - | 2003 WA113               | 20 novembre 2003  | LINEAR                    |
| 413332 - | 2003 WD113               | 20 novembre 2003  | LINEAR                    |
| 413333 - | 2003 WN113               | 20 novembre 2003  | LINEAR                    |
| 413334 - | 2003 WV124               | 20 novembre 2003  | LINEAR                    |
| 413335 - | 2003 WJ134               | 21 novembre 2003  | LINEAR                    |
| 413336 - | 2003 WR137               | 21 novembre 2003  | LINEAR                    |
| 413337 - | 2003 WG149               | 24 novembre 2003  | LINEAR                    |
| 413338 - | 2003 WQ158               | 28 novembre 2003  | Spacewatch                |
| 413339 - | 2003 WY160               | 30 novembre 2003  | Spacewatch                |
| 413340 - | 2003 WB162               | 30 novembre 2003  | Spacewatch                |
| 413341 - | 2003 WM180               | 20 novembre 2003  | Buie, M. W.               |
| 413342 - | 2003 WM183               | 23 novembre 2003  | Buie, M. W.               |
| 413343 - | 2003 XA                  | 3 dicembre 2003   | LONEOS                    |
| 413344 - | 2003 XM1                 | 1º dicembre 2003  | Spacewatch                |
| 413345 - | 2003 XN8                 | 4 dicembre 2003   | LINEAR                    |
| 413346 - | 2003 XB21                | 14 dicembre 2003  | Spacewatch                |
| 413347 - | 2003 XU23                | 19 novembre 2003  | Spacewatch                |
| 413348 - | 2003 XZ35                | 3 dicembre 2003   | LINEAR                    |
| 413349 - | 2003 YJ10                | 17 dicembre 2003  | LINEAR                    |
| 413350 - | 2003 YZ20                | 17 dicembre 2003  | Spacewatch                |
| 413351 - | 2003 YW45                | 17 dicembre 2003  | LINEAR                    |
| 413352 - | 2003 YQ47                | 18 dicembre 2003  | LINEAR                    |
| 413353 - | 2003 YE52                | 18 dicembre 2003  | LINEAR                    |
| 413354 - | 2003 YP54                | 19 dicembre 2003  | LINEAR                    |
| 413355 - | 2003 YD67                | 19 novembre 2003  | Spacewatch                |
| 413356 - | 2003 YY67                | 19 dicembre 2003  | Spacewatch                |
| 413357 - | 2003 YY77                | 18 dicembre 2003  | LINEAR                    |
| 413358 - | 2003 YP103               | 21 dicembre 2003  | LINEAR                    |
| 413359 - | 2003 YB126               | 27 dicembre 2003  | LINEAR                    |
| 413360 - | 2003 YN148               | 29 dicembre 2003  | LINEAR                    |
| 413361 - | 2004 BG                  | 16 gennaio 2004   | NEAT                      |
| 413362 - | 2004 BX20                | 16 gennaio 2004   | Spacewatch                |
| 413363 - | 2004 BK26                | 16 gennaio 2004   | Spacewatch                |
| 413364 - | 2004 BB35                | 19 gennaio 2004   | Spacewatch                |
| 413365 - | 2004 BM69                | 27 gennaio 2004   | Tucker, R. A.             |
| 413366 - | 2004 BL94                | 28 gennaio 2004   | LINEAR                    |
| 413367 - | 2004 BG140               | 18 dicembre 2003  | Spacewatch                |
| 413368 - | 2004 CD128               | 13 febbraio 2004  | Spacewatch                |
| 413369 - | 2004 FV135               | 27 marzo 2004     | LINEAR                    |
| 413370 - | 2004 GZ9                 | 13 aprile 2004    | Ryan, W. H., Jamieson, Q. |
| 413371 - | 2004 GN39                | 15 aprile 2004    | Siding Spring Survey      |
| 413372 - | 2004 GQ39                | 15 aprile 2004    | Siding Spring Survey      |
| 413373 - | 2004 GQ52                | 13 aprile 2004    | Spacewatch                |
| 413374 - | 2004 GH78                | 9 aprile 2004     | Siding Spring Survey      |
| 413375 - | 2004 HA3                 | 16 aprile 2004    | LINEAR                    |
| 413376 - | 2004 HT10                | 17 aprile 2004    | LINEAR                    |
| 413377 - | 2004 HE22                | 23 marzo 2004     | Spacewatch                |
| 413378 - | 2004 HY45                | 21 aprile 2004    | LINEAR                    |
| 413379 - | 2004 HD67                | 21 aprile 2004    | LINEAR                    |
| 413380 - | 2004 JB3                 | 9 maggio 2004     | NEAT                      |
| 413381 - | 2004 JD36                | 15 maggio 2004    | LINEAR                    |
| 413382 - | 2004 JR45                | 15 maggio 2004    | LINEAR                    |
| 413383 - | 2004 NS27                | 11 luglio 2004    | LINEAR                    |
| 413384 - | 2004 PN41                | 7 agosto 2004     | NEAT                      |
| 413385 - | 2004 PM65                | 10 agosto 2004    | LINEAR                    |
| 413386 - | 2004 PL111               | 15 agosto 2004    | Buie, M. W.               |
| 413387 - | 2004 QS18                | 21 agosto 2004    | CSS                       |
| 413388 - | 2004 RX49                | 8 settembre 2004  | LINEAR                    |
| 413389 - | 2004 RH83                | 9 settembre 2004  | LINEAR                    |
| 413390 - | 2004 RG96                | 8 settembre 2004  | LINEAR                    |
| 413391 - | 2004 RZ152               | 10 settembre 2004 | LINEAR                    |
| 413392 - | 2004 RA156               | 10 settembre 2004 | LINEAR                    |
| 413393 - | 2004 RB164               | 10 settembre 2004 | Spacewatch                |
| 413394 - | 2004 RX173               | 21 agosto 2004    | CSS                       |
| 413395 - | 2004 RV206               | 11 settembre 2004 | LINEAR                    |
| 413396 - | 2004 RS256               | 9 settembre 2004  | LINEAR                    |
| 413397 - | 2004 RC258               | 10 settembre 2004 | LINEAR                    |
| 413398 - | 2004 RA318               | 12 settembre 2004 | Spacewatch                |
| 413399 - | 2004 RB325               | 13 settembre 2004 | LINEAR                    |
| 413400 - | 2004 RV343               | 13 settembre 2004 | NEAT                      |

## 413401-413500
| Nome     | Designazione provvisoria | Data di scoperta  | Scopritore        |
| -------- | ------------------------ | ----------------- | ----------------- |
| 413401 - | 2004 RW346               | 13 settembre 2004 | LINEAR            |
| 413402 - | 2004 SM3                 | 13 settembre 2004 | LONEOS            |
| 413403 - | 2004 TT2                 | 4 ottobre 2004    | Spacewatch        |
| 413404 - | 2004 TZ32                | 4 ottobre 2004    | Spacewatch        |
| 413405 - | 2004 TC53                | 4 ottobre 2004    | Spacewatch        |
| 413406 - | 2004 TU81                | 5 ottobre 2004    | Spacewatch        |
| 413407 - | 2004 TK94                | 7 settembre 2004  | Spacewatch        |
| 413408 - | 2004 TP139               | 9 ottobre 2004    | LONEOS            |
| 413409 - | 2004 TX149               | 6 ottobre 2004    | Spacewatch        |
| 413410 - | 2004 TR152               | 6 ottobre 2004    | Spacewatch        |
| 413411 - | 2004 TR175               | 9 ottobre 2004    | LINEAR            |
| 413412 - | 2004 TG177               | 4 ottobre 2004    | Spacewatch        |
| 413413 - | 2004 TW187               | 10 settembre 2004 | Spacewatch        |
| 413414 - | 2004 TT192               | 7 ottobre 2004    | Spacewatch        |
| 413415 - | 2004 TD212               | 8 ottobre 2004    | Spacewatch        |
| 413416 - | 2004 TL219               | 5 ottobre 2004    | Spacewatch        |
| 413417 - | 2004 TH235               | 8 ottobre 2004    | LINEAR            |
| 413418 - | 2004 TA244               | 6 ottobre 2004    | Spacewatch        |
| 413419 - | 2004 TB253               | 9 ottobre 2004    | Spacewatch        |
| 413420 - | 2004 TC342               | 9 ottobre 2004    | Spacewatch        |
| 413421 - | 2004 VA15                | 5 novembre 2004   | LONEOS            |
| 413422 - | 2004 VF40                | 4 novembre 2004   | Spacewatch        |
| 413423 - | 2004 VW45                | 4 novembre 2004   | Spacewatch        |
| 413424 - | 2004 WL                  | 4 novembre 2004   | CSS               |
| 413425 - | 2004 XC20                | 8 dicembre 2004   | LINEAR            |
| 413426 - | 2004 XT49                | 4 novembre 2004   | Spacewatch        |
| 413427 - | 2004 XB81                | 10 dicembre 2004  | LINEAR            |
| 413428 - | 2004 XH146               | 14 dicembre 2004  | LINEAR            |
| 413429 - | 2004 XN147               | 12 dicembre 2004  | LINEAR            |
| 413430 - | 2004 XT160               | 14 dicembre 2004  | Spacewatch        |
| 413431 - | 2004 YB19                | 18 dicembre 2004  | Mt. Lemmon Survey |
| 413432 - | 2004 YL19                | 18 dicembre 2004  | Mt. Lemmon Survey |
| 413433 - | 2004 YB22                | 18 dicembre 2004  | Mt. Lemmon Survey |
| 413434 - | 2005 AB14                | 7 gennaio 2005    | CSS               |
| 413435 - | 2005 AW34                | 13 gennaio 2005   | LINEAR            |
| 413436 - | 2005 AB68                | 6 gennaio 2005    | CSS               |
| 413437 - | 2005 AP69                | 15 gennaio 2005   | Spacewatch        |
| 413438 - | 2005 BN                  | 16 gennaio 2005   | Yeung, W. K. Y.   |
| 413439 - | 2005 BH7                 | 16 gennaio 2005   | LINEAR            |
| 413440 - | 2005 BG16                | 15 dicembre 2004  | Spacewatch        |
| 413441 - | 2005 BT24                | 17 gennaio 2005   | LINEAR            |
| 413442 - | 2005 CJ22                | 1º febbraio 2005  | NEAT              |
| 413443 - | 2005 CX26                | 1º febbraio 2005  | Spacewatch        |
| 413444 - | 2005 CC32                | 1º febbraio 2005  | Spacewatch        |
| 413445 - | 2005 CK44                | 2 febbraio 2005   | Spacewatch        |
| 413446 - | 2005 CP44                | 2 febbraio 2005   | Spacewatch        |
| 413447 - | 2005 CA50                | 19 gennaio 2005   | Spacewatch        |
| 413448 - | 2005 CD55                | 4 febbraio 2005   | Mt. Lemmon Survey |
| 413449 - | 2005 CS64                | 13 gennaio 2005   | Spacewatch        |
| 413450 - | 2005 EO6                 | 1º marzo 2005     | Spacewatch        |
| 413451 - | 2005 EW27                | 3 marzo 2005      | LINEAR            |
| 413452 - | 2005 EE34                | 3 marzo 2005      | CSS               |
| 413453 - | 2005 EZ65                | 4 marzo 2005      | Mt. Lemmon Survey |
| 413454 - | 2005 EF117               | 4 marzo 2005      | Mt. Lemmon Survey |
| 413455 - | 2005 EY146               | 10 marzo 2005     | Mt. Lemmon Survey |
| 413456 - | 2005 ER151               | 10 marzo 2005     | Spacewatch        |
| 413457 - | 2005 EN153               | 8 marzo 2005      | CSS               |
| 413458 - | 2005 EN161               | 9 marzo 2005      | Mt. Lemmon Survey |
| 413459 - | 2005 EH169               | 11 marzo 2005     | CSS               |
| 413460 - | 2005 EB190               | 11 marzo 2005     | Mt. Lemmon Survey |
| 413461 - | 2005 EX201               | 8 marzo 2005      | CSS               |
| 413462 - | 2005 ER212               | 4 marzo 2005      | LINEAR            |
| 413463 - | 2005 EX256               | 29 dicembre 2000  | Spacewatch        |
| 413464 - | 2005 EL260               | 11 marzo 2005     | Spacewatch        |
| 413465 - | 2005 EH299               | 9 febbraio 2005   | Spacewatch        |
| 413466 - | 2005 EA313               | 10 marzo 2005     | Buie, M. W.       |
| 413467 - | 2005 GL31                | 4 aprile 2005     | CSS               |
| 413468 - | 2005 GY41                | 8 marzo 2005      | Mt. Lemmon Survey |
| 413469 - | 2005 GN75                | 5 aprile 2005     | Mt. Lemmon Survey |
| 413470 - | 2005 GM110               | 27 febbraio 2001  | Spacewatch        |
| 413471 - | 2005 GZ115               | 1º aprile 2005    | Spacewatch        |
| 413472 - | 2005 GZ117               | 1º aprile 2005    | Spacewatch        |
| 413473 - | 2005 GZ125               | 16 marzo 2005     | Mt. Lemmon Survey |
| 413474 - | 2005 GW150               | 11 aprile 2005    | Spacewatch        |
| 413475 - | 2005 GP161               | 13 aprile 2005    | CSS               |
| 413476 - | 2005 GS180               | 12 aprile 2005    | Spacewatch        |
| 413477 - | 2005 GR182               | 1º aprile 2005    | Spacewatch        |
| 413478 - | 2005 JL2                 | 3 maggio 2005     | Spacewatch        |
| 413479 - | 2005 JO22                | 7 maggio 2005     | Mt. Lemmon Survey |
| 413480 - | 2005 JO28                | 3 maggio 2005     | Spacewatch        |
| 413481 - | 2005 JH84                | 18 marzo 2005     | LINEAR            |
| 413482 - | 2005 JU145               | 12 maggio 2005    | CSS               |
| 413483 - | 2005 JB152               | 4 maggio 2005     | Mt. Lemmon Survey |
| 413484 - | 2005 LQ28                | 9 giugno 2005     | Spacewatch        |
| 413485 - | 2005 ME30                | 29 giugno 2005    | Spacewatch        |
| 413486 - | 2005 MW38                | 30 giugno 2005    | Spacewatch        |
| 413487 - | 2005 NG5                 | 3 luglio 2005     | Mt. Lemmon Survey |
| 413488 - | 2005 NU35                | 13 giugno 2005    | Spacewatch        |
| 413489 - | 2005 NO40                | 3 luglio 2005     | Mt. Lemmon Survey |
| 413490 - | 2005 NR67                | 3 luglio 2005     | Mt. Lemmon Survey |
| 413491 - | 2005 NK70                | 4 luglio 2005     | NEAT              |
| 413492 - | 2005 OZ17                | 30 luglio 2005    | NEAT              |
| 413493 - | 2005 OA22                | 29 luglio 2005    | NEAT              |
| 413494 - | 2005 PU11                | 4 agosto 2005     | NEAT              |
| 413495 - | 2005 QZ3                 | 24 agosto 2005    | NEAT              |
| 413496 - | 2005 QQ5                 | 6 agosto 2005     | LINEAR            |
| 413497 - | 2005 QZ5                 | 24 agosto 2005    | NEAT              |
| 413498 - | 2005 QZ15                | 25 agosto 2005    | NEAT              |
| 413499 - | 2005 QR35                | 25 agosto 2005    | NEAT              |
| 413500 - | 2005 QS38                | 25 agosto 2005    | CINEOS            |

## 413501-413600
| Nome     | Designazione provvisoria | Data di scoperta  | Scopritore               |
| -------- | ------------------------ | ----------------- | ------------------------ |
| 413501 - | 2005 QU64                | 26 agosto 2005    | NEAT                     |
| 413502 - | 2005 QY72                | 29 agosto 2005    | Spacewatch               |
| 413503 - | 2005 QM84                | 30 agosto 2005    | CINEOS                   |
| 413504 - | 2005 QC126               | 28 agosto 2005    | Spacewatch               |
| 413505 - | 2005 QB128               | 28 agosto 2005    | Spacewatch               |
| 413506 - | 2005 QB129               | 28 agosto 2005    | Spacewatch               |
| 413507 - | 2005 QD130               | 28 agosto 2005    | Spacewatch               |
| 413508 - | 2005 QF132               | 28 agosto 2005    | Spacewatch               |
| 413509 - | 2005 QB175               | 31 agosto 2005    | Spacewatch               |
| 413510 - | 2005 RP9                 | 29 agosto 2005    | Spacewatch               |
| 413511 - | 2005 RS24                | 11 settembre 2005 | LINEAR                   |
| 413512 - | 2005 RT44                | 2 settembre 2005  | NEAT                     |
| 413513 - | 2005 RR47                | 13 settembre 2005 | Becker, A. C.            |
| 413514 - | 2005 RX47                | 13 settembre 2005 | Becker, A. C.            |
| 413515 - | 2005 SH6                 | 23 settembre 2005 | Spacewatch               |
| 413516 - | 2005 SS16                | 26 settembre 2005 | Spacewatch               |
| 413517 - | 2005 SU23                | 13 settembre 2005 | CSS                      |
| 413518 - | 2005 SD28                | 23 settembre 2005 | Spacewatch               |
| 413519 - | 2005 SA31                | 9 settembre 2005  | LINEAR                   |
| 413520 - | 2005 SB32                | 23 settembre 2005 | Spacewatch               |
| 413521 - | 2005 SY39                | 24 settembre 2005 | Spacewatch               |
| 413522 - | 2005 SE40                | 24 settembre 2005 | Spacewatch               |
| 413523 - | 2005 SX40                | 24 settembre 2005 | Spacewatch               |
| 413524 - | 2005 SC44                | 24 settembre 2005 | Spacewatch               |
| 413525 - | 2005 SK54                | 25 settembre 2005 | Spacewatch               |
| 413526 - | 2005 SX58                | 26 settembre 2005 | Spacewatch               |
| 413527 - | 2005 SW63                | 26 settembre 2005 | Spacewatch               |
| 413528 - | 2005 SO76                | 24 settembre 2005 | Spacewatch               |
| 413529 - | 2005 SX83                | 24 settembre 2005 | Spacewatch               |
| 413530 - | 2005 SQ85                | 24 settembre 2005 | Spacewatch               |
| 413531 - | 2005 SW88                | 24 settembre 2005 | Spacewatch               |
| 413532 - | 2005 SS93                | 24 settembre 2005 | Spacewatch               |
| 413533 - | 2005 SC100               | 25 settembre 2005 | Spacewatch               |
| 413534 - | 2005 SC104               | 25 settembre 2005 | Spacewatch               |
| 413535 - | 2005 SU109               | 26 settembre 2005 | Spacewatch               |
| 413536 - | 2005 SQ121               | 29 settembre 2005 | Spacewatch               |
| 413537 - | 2005 SU129               | 29 settembre 2005 | Mt. Lemmon Survey        |
| 413538 - | 2005 SJ131               | 29 settembre 2005 | Spacewatch               |
| 413539 - | 2005 SO131               | 29 settembre 2005 | Spacewatch               |
| 413540 - | 2005 SO142               | 25 settembre 2005 | Spacewatch               |
| 413541 - | 2005 SX146               | 25 settembre 2005 | Spacewatch               |
| 413542 - | 2005 SM159               | 23 settembre 2005 | CSS                      |
| 413543 - | 2005 SQ161               | 27 settembre 2005 | Spacewatch               |
| 413544 - | 2005 SW174               | 29 settembre 2005 | Spacewatch               |
| 413545 - | 2005 SL176               | 29 settembre 2005 | Spacewatch               |
| 413546 - | 2005 SC178               | 29 settembre 2005 | Spacewatch               |
| 413547 - | 2005 SS178               | 29 settembre 2005 | LONEOS                   |
| 413548 - | 2005 SJ180               | 1º settembre 2005 | Spacewatch               |
| 413549 - | 2005 SJ182               | 29 settembre 2005 | Spacewatch               |
| 413550 - | 2005 SG189               | 29 settembre 2005 | Mt. Lemmon Survey        |
| 413551 - | 2005 SZ208               | 30 settembre 2005 | Mt. Lemmon Survey        |
| 413552 - | 2005 SV218               | 30 settembre 2005 | Mt. Lemmon Survey        |
| 413553 - | 2005 SR221               | 30 settembre 2005 | CSS                      |
| 413554 - | 2005 SY232               | 30 settembre 2005 | Mt. Lemmon Survey        |
| 413555 - | 2005 SO236               | 29 settembre 2005 | Spacewatch               |
| 413556 - | 2005 SZ247               | 30 settembre 2005 | Spacewatch               |
| 413557 - | 2005 SJ255               | 22 settembre 2005 | NEAT                     |
| 413558 - | 2005 ST266               | 29 settembre 2005 | LONEOS                   |
| 413559 - | 2005 SN271               | 30 settembre 2005 | Mt. Lemmon Survey        |
| 413560 - | 2005 SD284               | 24 settembre 2005 | Becker, A. C.            |
| 413561 - | 2005 SB290               | 27 settembre 2005 | Spacewatch               |
| 413562 - | 2005 TU36                | 1º ottobre 2005   | CSS                      |
| 413563 - | 2005 TG45                | 5 ottobre 2005    | CSS                      |
| 413564 - | 2005 TW53                | 1º ottobre 2005   | Mt. Lemmon Survey        |
| 413565 - | 2005 TY55                | 6 ottobre 2005    | CSS                      |
| 413566 - | 2005 TH86                | 4 ottobre 2005    | Mt. Lemmon Survey        |
| 413567 - | 2005 TY91                | 6 ottobre 2005    | CSS                      |
| 413568 - | 2005 TC103               | 7 ottobre 2005    | LONEOS                   |
| 413569 - | 2005 TA119               | 7 ottobre 2005    | Spacewatch               |
| 413570 - | 2005 TD122               | 7 ottobre 2005    | Spacewatch               |
| 413571 - | 2005 TF126               | 30 settembre 2005 | Mt. Lemmon Survey        |
| 413572 - | 2005 TO139               | 29 settembre 2005 | Spacewatch               |
| 413573 - | 2005 TT157               | 24 settembre 2005 | Spacewatch               |
| 413574 - | 2005 TX159               | 9 ottobre 2005    | Spacewatch               |
| 413575 - | 2005 TQ178               | 26 settembre 2005 | CSS                      |
| 413576 - | 2005 UZ2                 | 25 ottobre 2005   | Behrend, R., Vuissoz, C. |
| 413577 - | 2005 UL5                 | 27 ottobre 2005   | LINEAR                   |
| 413578 - | 2005 UM6                 | 26 ottobre 2005   | Spacewatch               |
| 413579 - | 2005 UB14                | 2 ottobre 2005    | Mt. Lemmon Survey        |
| 413580 - | 2005 UV21                | 23 ottobre 2005   | Spacewatch               |
| 413581 - | 2005 UX43                | 30 settembre 2005 | Spacewatch               |
| 413582 - | 2005 UY44                | 22 ottobre 2005   | Spacewatch               |
| 413583 - | 2005 UN49                | 23 ottobre 2005   | CSS                      |
| 413584 - | 2005 UG60                | 25 ottobre 2005   | LONEOS                   |
| 413585 - | 2005 UT61                | 25 ottobre 2005   | Mt. Lemmon Survey        |
| 413586 - | 2005 UF70                | 23 ottobre 2005   | CSS                      |
| 413587 - | 2005 UO83                | 22 ottobre 2005   | Spacewatch               |
| 413588 - | 2005 UP83                | 22 ottobre 2005   | Spacewatch               |
| 413589 - | 2005 UE87                | 22 ottobre 2005   | Spacewatch               |
| 413590 - | 2005 UF98                | 22 ottobre 2005   | Spacewatch               |
| 413591 - | 2005 UX104               | 22 ottobre 2005   | Spacewatch               |
| 413592 - | 2005 UU108               | 5 ottobre 2005    | CSS                      |
| 413593 - | 2005 US109               | 22 ottobre 2005   | Spacewatch               |
| 413594 - | 2005 UO111               | 22 ottobre 2005   | Spacewatch               |
| 413595 - | 2005 UH113               | 22 ottobre 2005   | Spacewatch               |
| 413596 - | 2005 UK117               | 24 ottobre 2005   | Spacewatch               |
| 413597 - | 2005 UO117               | 12 ottobre 2005   | Spacewatch               |
| 413598 - | 2005 UY122               | 24 ottobre 2005   | Spacewatch               |
| 413599 - | 2005 UU167               | 5 ottobre 2005    | Spacewatch               |
| 413600 - | 2005 UU171               | 24 ottobre 2005   | Spacewatch               |

## 413601-413700
| Nome     | Designazione provvisoria | Data di scoperta  | Scopritore        |
| -------- | ------------------------ | ----------------- | ----------------- |
| 413601 - | 2005 UW171               | 24 ottobre 2005   | Spacewatch        |
| 413602 - | 2005 UZ171               | 24 ottobre 2005   | Spacewatch        |
| 413603 - | 2005 UU184               | 25 ottobre 2005   | Mt. Lemmon Survey |
| 413604 - | 2005 UM195               | 22 ottobre 2005   | Spacewatch        |
| 413605 - | 2005 UB203               | 25 ottobre 2005   | Spacewatch        |
| 413606 - | 2005 UG204               | 25 ottobre 2005   | Mt. Lemmon Survey |
| 413607 - | 2005 UK212               | 27 ottobre 2005   | Spacewatch        |
| 413608 - | 2005 UB222               | 25 ottobre 2005   | Spacewatch        |
| 413609 - | 2005 UP225               | 25 ottobre 2005   | Spacewatch        |
| 413610 - | 2005 UH228               | 25 ottobre 2005   | Spacewatch        |
| 413611 - | 2005 UJ233               | 25 ottobre 2005   | Spacewatch        |
| 413612 - | 2005 UV233               | 25 ottobre 2005   | Spacewatch        |
| 413613 - | 2005 UR257               | 25 ottobre 2005   | Spacewatch        |
| 413614 - | 2005 UJ261               | 25 ottobre 2005   | Mt. Lemmon Survey |
| 413615 - | 2005 UD262               | 26 ottobre 2005   | Spacewatch        |
| 413616 - | 2005 UW262               | 1º ottobre 2005   | Spacewatch        |
| 413617 - | 2005 UU275               | 29 settembre 2005 | Mt. Lemmon Survey |
| 413618 - | 2005 UO282               | 26 ottobre 2005   | Spacewatch        |
| 413619 - | 2005 UY288               | 26 ottobre 2005   | Spacewatch        |
| 413620 - | 2005 US293               | 26 ottobre 2005   | Spacewatch        |
| 413621 - | 2005 UE296               | 26 ottobre 2005   | Spacewatch        |
| 413622 - | 2005 UG307               | 27 ottobre 2005   | Mt. Lemmon Survey |
| 413623 - | 2005 UM310               | 29 ottobre 2005   | Mt. Lemmon Survey |
| 413624 - | 2005 UB314               | 25 settembre 2005 | Spacewatch        |
| 413625 - | 2005 UP315               | 25 ottobre 2005   | Spacewatch        |
| 413626 - | 2005 UQ323               | 28 ottobre 2005   | Mt. Lemmon Survey |
| 413627 - | 2005 UK350               | 28 ottobre 2005   | CSS               |
| 413628 - | 2005 UV353               | 29 ottobre 2005   | CSS               |
| 413629 - | 2005 UD367               | 27 ottobre 2005   | Spacewatch        |
| 413630 - | 2005 UK374               | 27 ottobre 2005   | Spacewatch        |
| 413631 - | 2005 UE379               | 29 ottobre 2005   | Mt. Lemmon Survey |
| 413632 - | 2005 UA383               | 22 ottobre 2005   | Spacewatch        |
| 413633 - | 2005 UC388               | 26 ottobre 2005   | Spacewatch        |
| 413634 - | 2005 UQ391               | 30 ottobre 2005   | Spacewatch        |
| 413635 - | 2005 UX416               | 25 ottobre 2005   | Spacewatch        |
| 413636 - | 2005 UL417               | 25 ottobre 2005   | Spacewatch        |
| 413637 - | 2005 UL424               | 12 ottobre 2005   | Spacewatch        |
| 413638 - | 2005 UH439               | 29 ottobre 2005   | CSS               |
| 413639 - | 2005 UR442               | 30 ottobre 2005   | Spacewatch        |
| 413640 - | 2005 UW442               | 12 ottobre 2005   | Spacewatch        |
| 413641 - | 2005 UO475               | 22 ottobre 2005   | Spacewatch        |
| 413642 - | 2005 UC483               | 23 settembre 2005 | Spacewatch        |
| 413643 - | 2005 UX491               | 24 ottobre 2005   | NEAT              |
| 413644 - | 2005 UZ498               | 27 ottobre 2005   | CSS               |
| 413645 - | 2005 UV519               | 1º ottobre 2005   | Mt. Lemmon Survey |
| 413646 - | 2005 VR4                 | 7 novembre 2005   | Observatoire Naef |
| 413647 - | 2005 VS7                 | 12 novembre 2005  | Young, J. W.      |
| 413648 - | 2005 VZ7                 | 5 ottobre 2005    | Spacewatch        |
| 413649 - | 2005 VU12                | 3 novembre 2005   | Mt. Lemmon Survey |
| 413650 - | 2005 VF14                | 3 novembre 2005   | Spacewatch        |
| 413651 - | 2005 VA19                | 1º novembre 2005  | Spacewatch        |
| 413652 - | 2005 VW19                | 1º novembre 2005  | Spacewatch        |
| 413653 - | 2005 VP22                | 25 aprile 2004    | Spacewatch        |
| 413654 - | 2005 VB35                | 3 novembre 2005   | Mt. Lemmon Survey |
| 413655 - | 2005 VP35                | 10 ottobre 2005   | Spacewatch        |
| 413656 - | 2005 VU53                | 4 novembre 2005   | Mt. Lemmon Survey |
| 413657 - | 2005 VW57                | 4 novembre 2005   | Mt. Lemmon Survey |
| 413658 - | 2005 VW58                | 5 novembre 2005   | Spacewatch        |
| 413659 - | 2005 VL61                | 5 novembre 2005   | LINEAR            |
| 413660 - | 2005 VO74                | 1º novembre 2005  | Mt. Lemmon Survey |
| 413661 - | 2005 VQ74                | 1º novembre 2005  | Mt. Lemmon Survey |
| 413662 - | 2005 VL76                | 4 novembre 2005   | CSS               |
| 413663 - | 2005 VP92                | 1º ottobre 2005   | Mt. Lemmon Survey |
| 413664 - | 2005 VA99                | 5 aprile 2003     | Spacewatch        |
| 413665 - | 2005 VD99                | 5 novembre 2005   | CSS               |
| 413666 - | 2005 VJ119               | 7 novembre 2005   | Bernardi, F.      |
| 413667 - | 2005 VK127               | 1º novembre 2005  | Becker, A. C.     |
| 413668 - | 2005 VG128               | 1º novembre 2005  | Becker, A. C.     |
| 413669 - | 2005 WK19                | 24 novembre 2005  | NEAT              |
| 413670 - | 2005 WS21                | 21 novembre 2005  | Spacewatch        |
| 413671 - | 2005 WN31                | 21 novembre 2005  | Spacewatch        |
| 413672 - | 2005 WP33                | 21 novembre 2005  | Spacewatch        |
| 413673 - | 2005 WD34                | 21 novembre 2005  | Spacewatch        |
| 413674 - | 2005 WG47                | 25 novembre 2005  | Mt. Lemmon Survey |
| 413675 - | 2005 WR67                | 22 novembre 2005  | Spacewatch        |
| 413676 - | 2005 WW76                | 25 novembre 2005  | Spacewatch        |
| 413677 - | 2005 WF79                | 25 novembre 2005  | Spacewatch        |
| 413678 - | 2005 WD80                | 25 novembre 2005  | Mt. Lemmon Survey |
| 413679 - | 2005 WR88                | 22 novembre 2005  | Spacewatch        |
| 413680 - | 2005 WK114               | 6 novembre 2005   | Mt. Lemmon Survey |
| 413681 - | 2005 WC136               | 26 novembre 2005  | Spacewatch        |
| 413682 - | 2005 WM152               | 27 ottobre 2005   | Mt. Lemmon Survey |
| 413683 - | 2005 WR170               | 22 novembre 2005  | Spacewatch        |
| 413684 - | 2005 WL173               | 1º novembre 2005  | Mt. Lemmon Survey |
| 413685 - | 2005 WL211               | 25 novembre 2005  | Spacewatch        |
| 413686 - | 2005 XR23                | 2 dicembre 2005   | LINEAR            |
| 413687 - | 2005 XR34                | 26 novembre 2005  | Spacewatch        |
| 413688 - | 2005 XF43                | 2 dicembre 2005   | Spacewatch        |
| 413689 - | 2005 XB52                | 2 dicembre 2005   | Spacewatch        |
| 413690 - | 2005 XS58                | 2 dicembre 2005   | Mt. Lemmon Survey |
| 413691 - | 2005 XP63                | 5 dicembre 2005   | Mt. Lemmon Survey |
| 413692 - | 2005 XX64                | 7 dicembre 2005   | CSS               |
| 413693 - | 2005 XX83                | 6 dicembre 2005   | CSS               |
| 413694 - | 2005 XA111               | 1º dicembre 2005  | Buie, M. W.       |
| 413695 - | 2005 YH2                 | 21 dicembre 2005  | Spacewatch        |
| 413696 - | 2005 YP2                 | 1º ottobre 2005   | Mt. Lemmon Survey |
| 413697 - | 2005 YA14                | 22 dicembre 2005  | Spacewatch        |
| 413698 - | 2005 YS23                | 24 dicembre 2005  | Spacewatch        |
| 413699 - | 2005 YW23                | 4 dicembre 2005   | Mt. Lemmon Survey |
| 413700 - | 2005 YH32                | 22 dicembre 2005  | Spacewatch        |

## 413701-413800
| Nome     | Designazione provvisoria | Data di scoperta | Scopritore        |
| -------- | ------------------------ | ---------------- | ----------------- |
| 413701 - | 2005 YR34                | 24 dicembre 2005 | Spacewatch        |
| 413702 - | 2005 YY44                | 25 dicembre 2005 | Spacewatch        |
| 413703 - | 2005 YQ59                | 3 ottobre 2005   | CSS               |
| 413704 - | 2005 YW68                | 5 dicembre 2005  | Mt. Lemmon Survey |
| 413705 - | 2005 YK75                | 8 dicembre 2005  | Spacewatch        |
| 413706 - | 2005 YK85                | 2 dicembre 2005  | Mt. Lemmon Survey |
| 413707 - | 2005 YU143               | 28 dicembre 2005 | Mt. Lemmon Survey |
| 413708 - | 2005 YV162               | 27 dicembre 2005 | Mt. Lemmon Survey |
| 413709 - | 2005 YW165               | 10 novembre 2005 | Mt. Lemmon Survey |
| 413710 - | 2005 YA169               | 30 dicembre 2005 | Spacewatch        |
| 413711 - | 2005 YG192               | 30 dicembre 2005 | Spacewatch        |
| 413712 - | 2005 YM237               | 28 dicembre 2005 | Spacewatch        |
| 413713 - | 2005 YX237               | 28 dicembre 2005 | Spacewatch        |
| 413714 - | 2005 YC282               | 26 dicembre 2005 | Mt. Lemmon Survey |
| 413715 - | 2006 AB18                | 27 dicembre 2005 | Mt. Lemmon Survey |
| 413716 - | 2006 AO51                | 30 novembre 2005 | Mt. Lemmon Survey |
| 413717 - | 2006 AV100               | 7 gennaio 2006   | Mt. Lemmon Survey |
| 413718 - | 2006 AH104               | 6 gennaio 2006   | Mt. Lemmon Survey |
| 413719 - | 2006 BF26                | 22 gennaio 2006  | LONEOS            |
| 413720 - | 2006 BH36                | 10 gennaio 2006  | Mt. Lemmon Survey |
| 413721 - | 2006 BF67                | 23 gennaio 2006  | Spacewatch        |
| 413722 - | 2006 BO70                | 23 gennaio 2006  | Spacewatch        |
| 413723 - | 2006 BK74                | 23 gennaio 2006  | Spacewatch        |
| 413724 - | 2006 BY80                | 23 gennaio 2006  | Spacewatch        |
| 413725 - | 2006 BV108               | 25 gennaio 2006  | Spacewatch        |
| 413726 - | 2006 BF113               | 25 gennaio 2006  | Spacewatch        |
| 413727 - | 2006 BK117               | 26 gennaio 2006  | Spacewatch        |
| 413728 - | 2006 BD121               | 26 gennaio 2006  | Spacewatch        |
| 413729 - | 2006 BX127               | 26 gennaio 2006  | Spacewatch        |
| 413730 - | 2006 BD139               | 28 gennaio 2006  | Mt. Lemmon Survey |
| 413731 - | 2006 BF155               | 25 gennaio 2006  | Spacewatch        |
| 413732 - | 2006 BX162               | 7 gennaio 2006   | Mt. Lemmon Survey |
| 413733 - | 2006 BM175               | 27 gennaio 2006  | Spacewatch        |
| 413734 - | 2006 BY180               | 27 gennaio 2006  | Mt. Lemmon Survey |
| 413735 - | 2006 BO205               | 31 gennaio 2006  | Mt. Lemmon Survey |
| 413736 - | 2006 BT208               | 31 gennaio 2006  | Mt. Lemmon Survey |
| 413737 - | 2006 BL216               | 26 gennaio 2006  | CSS               |
| 413738 - | 2006 BU229               | 23 gennaio 2006  | Spacewatch        |
| 413739 - | 2006 BO232               | 31 gennaio 2006  | Spacewatch        |
| 413740 - | 2006 BG236               | 23 gennaio 2006  | Spacewatch        |
| 413741 - | 2006 BN243               | 31 gennaio 2006  | Spacewatch        |
| 413742 - | 2006 BZ247               | 31 gennaio 2006  | Spacewatch        |
| 413743 - | 2006 BK250               | 31 gennaio 2006  | Spacewatch        |
| 413744 - | 2006 BP264               | 31 gennaio 2006  | Spacewatch        |
| 413745 - | 2006 BS270               | 31 gennaio 2006  | LONEOS            |
| 413746 - | 2006 BE279               | 30 gennaio 2006  | Spacewatch        |
| 413747 - | 2006 CP5                 | 9 gennaio 2006   | Spacewatch        |
| 413748 - | 2006 CS14                | 1º febbraio 2006 | Spacewatch        |
| 413749 - | 2006 CN24                | 10 gennaio 2006  | Mt. Lemmon Survey |
| 413750 - | 2006 CS34                | 27 gennaio 2006  | Mt. Lemmon Survey |
| 413751 - | 2006 CT41                | 2 febbraio 2006  | Spacewatch        |
| 413752 - | 2006 DB14                | 22 febbraio 2006 | CSS               |
| 413753 - | 2006 DT23                | 30 gennaio 2006  | Spacewatch        |
| 413754 - | 2006 DK26                | 26 gennaio 2006  | Spacewatch        |
| 413755 - | 2006 DS30                | 20 febbraio 2006 | Spacewatch        |
| 413756 - | 2006 DW99                | 25 febbraio 2006 | Spacewatch        |
| 413757 - | 2006 DM103               | 13 ottobre 2004  | Spacewatch        |
| 413758 - | 2006 DN113               | 27 febbraio 2006 | Spacewatch        |
| 413759 - | 2006 DZ119               | 20 febbraio 2006 | CSS               |
| 413760 - | 2006 DR131               | 25 febbraio 2006 | Spacewatch        |
| 413761 - | 2006 DL156               | 27 febbraio 2006 | Spacewatch        |
| 413762 - | 2006 DK166               | 27 febbraio 2006 | Spacewatch        |
| 413763 - | 2006 DX183               | 27 febbraio 2006 | Spacewatch        |
| 413764 - | 2006 DT195               | 20 febbraio 2006 | CSS               |
| 413765 - | 2006 DN205               | 25 febbraio 2006 | Mt. Lemmon Survey |
| 413766 - | 2006 DD215               | 20 febbraio 2006 | Spacewatch        |
| 413767 - | 2006 EY2                 | 2 marzo 2006     | Spacewatch        |
| 413768 - | 2006 EL15                | 2 marzo 2006     | Spacewatch        |
| 413769 - | 2006 EV40                | 4 marzo 2006     | Mt. Lemmon Survey |
| 413770 - | 2006 FA20                | 9 ottobre 2004   | Spacewatch        |
| 413771 - | 2006 FW27                | 24 marzo 2006    | Mt. Lemmon Survey |
| 413772 - | 2006 FU29                | 24 marzo 2006    | Mt. Lemmon Survey |
| 413773 - | 2006 GU33                | 7 aprile 2006    | Mt. Lemmon Survey |
| 413774 - | 2006 GM46                | 8 aprile 2006    | Spacewatch        |
| 413775 - | 2006 GF51                | 2 aprile 2006    | LONEOS            |
| 413776 - | 2006 GS54                | 19 ottobre 2003  | Spacewatch        |
| 413777 - | 2006 HU5                 | 19 aprile 2006   | NEAT              |
| 413778 - | 2006 HZ6                 | 9 aprile 2006    | CSS               |
| 413779 - | 2006 HR15                | 20 aprile 2006   | Spacewatch        |
| 413780 - | 2006 HS25                | 20 aprile 2006   | Spacewatch        |
| 413781 - | 2006 HY27                | 20 aprile 2006   | Spacewatch        |
| 413782 - | 2006 HG28                | 20 aprile 2006   | Spacewatch        |
| 413783 - | 2006 HX32                | 19 aprile 2006   | Spacewatch        |
| 413784 - | 2006 HA45                | 25 aprile 2006   | Spacewatch        |
| 413785 - | 2006 HE46                | 25 aprile 2006   | CSS               |
| 413786 - | 2006 HA53                | 19 aprile 2006   | LONEOS            |
| 413787 - | 2006 HH68                | 24 aprile 2006   | Mt. Lemmon Survey |
| 413788 - | 2006 HE72                | 25 aprile 2006   | Spacewatch        |
| 413789 - | 2006 HP87                | 30 aprile 2006   | Spacewatch        |
| 413790 - | 2006 HZ87                | 30 aprile 2006   | Spacewatch        |
| 413791 - | 2006 HK88                | 30 aprile 2006   | Spacewatch        |
| 413792 - | 2006 HU101               | 30 aprile 2006   | Spacewatch        |
| 413793 - | 2006 HU103               | 30 aprile 2006   | Spacewatch        |
| 413794 - | 2006 HS107               | 30 aprile 2006   | Spacewatch        |
| 413795 - | 2006 HB119               | 30 aprile 2006   | Spacewatch        |
| 413796 - | 2006 HH151               | 30 aprile 2006   | LONEOS            |
| 413797 - | 2006 HG152               | 19 aprile 2006   | Mt. Lemmon Survey |
| 413798 - | 2006 HQ153               | 30 aprile 2006   | Spacewatch        |
| 413799 - | 2006 JN1                 | 1º maggio 2006   | Spacewatch        |
| 413800 - | 2006 JK3                 | 2 maggio 2006    | Mt. Lemmon Survey |

## 413801-413900
| Nome     | Designazione provvisoria | Data di scoperta  | Scopritore        |
| -------- | ------------------------ | ----------------- | ----------------- |
| 413801 - | 2006 JG10                | 1º maggio 2006    | Spacewatch        |
| 413802 - | 2006 JT12                | 1º maggio 2006    | Spacewatch        |
| 413803 - | 2006 JE31                | 3 maggio 2006     | Spacewatch        |
| 413804 - | 2006 JW33                | 4 maggio 2006     | Spacewatch        |
| 413805 - | 2006 JC44                | 6 maggio 2006     | Spacewatch        |
| 413806 - | 2006 JH49                | 1º maggio 2006    | Spacewatch        |
| 413807 - | 2006 KQ18                | 21 maggio 2006    | Spacewatch        |
| 413808 - | 2006 KX30                | 20 maggio 2006    | Spacewatch        |
| 413809 - | 2006 KF45                | 1º marzo 2005     | Spacewatch        |
| 413810 - | 2006 KZ68                | 20 maggio 2006    | Spacewatch        |
| 413811 - | 2006 KA76                | 24 maggio 2006    | NEAT              |
| 413812 - | 2006 KN87                | 24 maggio 2006    | Spacewatch        |
| 413813 - | 2006 KM100               | 29 maggio 2006    | Jarnac            |
| 413814 - | 2006 LF3                 | 15 giugno 2006    | Spacewatch        |
| 413815 - | 2006 PO8                 | 13 agosto 2006    | NEAT              |
| 413816 - | 2006 PE11                | 13 agosto 2006    | NEAT              |
| 413817 - | 2006 PN16                | 15 agosto 2006    | NEAT              |
| 413818 - | 2006 QC7                 | 17 agosto 2006    | NEAT              |
| 413819 - | 2006 QU17                | 17 agosto 2006    | NEAT              |
| 413820 - | 2006 QR89                | 29 agosto 2006    | Spacewatch        |
| 413821 - | 2006 QY104               | 28 agosto 2006    | CSS               |
| 413822 - | 2006 QO133               | 24 agosto 2006    | LINEAR            |
| 413823 - | 2006 QJ134               | 25 agosto 2006    | LINEAR            |
| 413824 - | 2006 QH146               | 18 agosto 2006    | Spacewatch        |
| 413825 - | 2006 QN147               | 18 agosto 2006    | Spacewatch        |
| 413826 - | 2006 QR162               | 21 agosto 2006    | Spacewatch        |
| 413827 - | 2006 RH25                | 29 agosto 2006    | Spacewatch        |
| 413828 - | 2006 RS33                | 12 settembre 2006 | CSS               |
| 413829 - | 2006 RK58                | 15 settembre 2006 | Spacewatch        |
| 413830 - | 2006 RV67                | 15 settembre 2006 | Spacewatch        |
| 413831 - | 2006 RG80                | 15 settembre 2006 | Spacewatch        |
| 413832 - | 2006 RR122               | 15 settembre 2006 | Spacewatch        |
| 413833 - | 2006 SJ20                | 19 settembre 2006 | CSS               |
| 413834 - | 2006 SR22                | 17 settembre 2006 | LONEOS            |
| 413835 - | 2006 SC26                | 29 agosto 2006    | CSS               |
| 413836 - | 2006 SK31                | 17 settembre 2006 | LINEAR            |
| 413837 - | 2006 SH87                | 18 settembre 2006 | Spacewatch        |
| 413838 - | 2006 SF92                | 18 settembre 2006 | Spacewatch        |
| 413839 - | 2006 SK108               | 19 settembre 2006 | Spacewatch        |
| 413840 - | 2006 SS115               | 24 settembre 2006 | LONEOS            |
| 413841 - | 2006 SY116               | 24 settembre 2006 | Spacewatch        |
| 413842 - | 2006 SU186               | 25 settembre 2006 | Mt. Lemmon Survey |
| 413843 - | 2006 SF201               | 18 settembre 2006 | Spacewatch        |
| 413844 - | 2006 SA210               | 19 settembre 2006 | Spacewatch        |
| 413845 - | 2006 SN235               | 19 agosto 2006    | Spacewatch        |
| 413846 - | 2006 SB247               | 15 settembre 2006 | Spacewatch        |
| 413847 - | 2006 SQ343               | 28 settembre 2006 | Spacewatch        |
| 413848 - | 2006 ST354               | 30 settembre 2006 | Mt. Lemmon Survey |
| 413849 - | 2006 SL361               | 30 settembre 2006 | Mt. Lemmon Survey |
| 413850 - | 2006 SY392               | 27 settembre 2006 | Mt. Lemmon Survey |
| 413851 - | 2006 SD399               | 17 settembre 2006 | Spacewatch        |
| 413852 - | 2006 SX399               | 18 settembre 2006 | Spacewatch        |
| 413853 - | 2006 SA407               | 28 settembre 2006 | Spacewatch        |
| 413854 - | 2006 TL38                | 12 ottobre 2006   | Spacewatch        |
| 413855 - | 2006 TM38                | 12 ottobre 2006   | Spacewatch        |
| 413856 - | 2006 TS48                | 30 settembre 2006 | Mt. Lemmon Survey |
| 413857 - | 2006 TW80                | 13 ottobre 2006   | Spacewatch        |
| 413858 - | 2006 TT104               | 30 settembre 2006 | CSS               |
| 413859 - | 2006 UO40                | 16 ottobre 2006   | CSS               |
| 413860 - | 2006 UJ41                | 16 ottobre 2006   | Spacewatch        |
| 413861 - | 2006 UY50                | 26 settembre 2006 | Spacewatch        |
| 413862 - | 2006 UY54                | 17 ottobre 2006   | CSS               |
| 413863 - | 2006 UE75                | 17 ottobre 2006   | CSS               |
| 413864 - | 2006 UJ99                | 30 settembre 2006 | Mt. Lemmon Survey |
| 413865 - | 2006 UV113               | 18 settembre 2006 | Spacewatch        |
| 413866 - | 2006 UV115               | 19 ottobre 2006   | Spacewatch        |
| 413867 - | 2006 UW126               | 2 ottobre 2006    | Mt. Lemmon Survey |
| 413868 - | 2006 UE142               | 19 ottobre 2006   | Mt. Lemmon Survey |
| 413869 - | 2006 UZ150               | 20 ottobre 2006   | Mt. Lemmon Survey |
| 413870 - | 2006 UN208               | 23 ottobre 2006   | CSS               |
| 413871 - | 2006 UU208               | 19 ottobre 2006   | Spacewatch        |
| 413872 - | 2006 UY218               | 16 ottobre 2006   | CSS               |
| 413873 - | 2006 UA255               | 27 ottobre 2006   | Mt. Lemmon Survey |
| 413874 - | 2006 UQ262               | 29 ottobre 2006   | Mt. Lemmon Survey |
| 413875 - | 2006 UP265               | 27 ottobre 2006   | CSS               |
| 413876 - | 2006 UM269               | 27 ottobre 2006   | Mt. Lemmon Survey |
| 413877 - | 2006 UL271               | 27 ottobre 2006   | Mt. Lemmon Survey |
| 413878 - | 2006 UL283               | 28 ottobre 2006   | Spacewatch        |
| 413879 - | 2006 UN335               | 17 ottobre 2006   | Mt. Lemmon Survey |
| 413880 - | 2006 VX6                 | 10 novembre 2006  | Spacewatch        |
| 413881 - | 2006 VX30                | 10 novembre 2006  | Spacewatch        |
| 413882 - | 2006 VX49                | 10 novembre 2006  | Spacewatch        |
| 413883 - | 2006 VQ59                | 22 ottobre 2006   | Mt. Lemmon Survey |
| 413884 - | 2006 VR63                | 28 settembre 2006 | Mt. Lemmon Survey |
| 413885 - | 2006 VW68                | 11 novembre 2006  | Spacewatch        |
| 413886 - | 2006 VK77                | 12 novembre 2006  | Mt. Lemmon Survey |
| 413887 - | 2006 VT81                | 13 novembre 2006  | Mt. Lemmon Survey |
| 413888 - | 2006 VH94                | 10 novembre 2006  | Spacewatch        |
| 413889 - | 2006 VX104               | 30 settembre 2006 | Mt. Lemmon Survey |
| 413890 - | 2006 VN109               | 13 novembre 2006  | Mt. Lemmon Survey |
| 413891 - | 2006 VV119               | 14 novembre 2006  | Spacewatch        |
| 413892 - | 2006 VC124               | 20 ottobre 2006   | Mt. Lemmon Survey |
| 413893 - | 2006 VV135               | 15 novembre 2006  | Spacewatch        |
| 413894 - | 2006 VH139               | 15 novembre 2006  | Spacewatch        |
| 413895 - | 2006 VW143               | 29 ottobre 2006   | CSS               |
| 413896 - | 2006 VU145               | 15 novembre 2006  | CSS               |
| 413897 - | 2006 VO169               | 11 novembre 2006  | Spacewatch        |
| 413898 - | 2006 WM5                 | 27 settembre 2006 | Mt. Lemmon Survey |
| 413899 - | 2006 WN5                 | 16 novembre 2006  | Spacewatch        |
| 413900 - | 2006 WO6                 | 16 novembre 2006  | Spacewatch        |

## 413901-414000
| Nome     | Designazione provvisoria | Data di scoperta  | Scopritore           |
| -------- | ------------------------ | ----------------- | -------------------- |
| 413901 - | 2006 WS7                 | 16 novembre 2006  | Spacewatch           |
| 413902 - | 2006 WL16                | 4 ottobre 2006    | Mt. Lemmon Survey    |
| 413903 - | 2006 WQ22                | 17 novembre 2006  | Mt. Lemmon Survey    |
| 413904 - | 2006 WU23                | 17 novembre 2006  | Mt. Lemmon Survey    |
| 413905 - | 2006 WX26                | 18 novembre 2006  | LINEAR               |
| 413906 - | 2006 WF27                | 18 novembre 2006  | CSS                  |
| 413907 - | 2006 WO29                | 22 novembre 2006  | Mt. Lemmon Survey    |
| 413908 - | 2006 WK40                | 16 novembre 2006  | Spacewatch           |
| 413909 - | 2006 WX40                | 28 settembre 2006 | Mt. Lemmon Survey    |
| 413910 - | 2006 WD50                | 16 novembre 2006  | Mt. Lemmon Survey    |
| 413911 - | 2006 WT61                | 17 novembre 2006  | LINEAR               |
| 413912 - | 2006 WN69                | 23 ottobre 2006   | Mt. Lemmon Survey    |
| 413913 - | 2006 WL74                | 18 novembre 2006  | Spacewatch           |
| 413914 - | 2006 WB91                | 11 novembre 2006  | Spacewatch           |
| 413915 - | 2006 WM95                | 19 novembre 2006  | Spacewatch           |
| 413916 - | 2006 WT96                | 27 ottobre 2006   | Mt. Lemmon Survey    |
| 413917 - | 2006 WD103               | 31 ottobre 2006   | Mt. Lemmon Survey    |
| 413918 - | 2006 WA115               | 20 novembre 2006  | CSS                  |
| 413919 - | 2006 WP126               | 22 novembre 2006  | CSS                  |
| 413920 - | 2006 WD135               | 18 novembre 2006  | Spacewatch           |
| 413921 - | 2006 WK151               | 4 ottobre 2006    | Mt. Lemmon Survey    |
| 413922 - | 2006 WC152               | 21 novembre 2006  | Mt. Lemmon Survey    |
| 413923 - | 2006 WJ155               | 22 novembre 2006  | Spacewatch           |
| 413924 - | 2006 WU166               | 31 ottobre 2006   | Mt. Lemmon Survey    |
| 413925 - | 2006 WJ171               | 31 ottobre 2006   | Mt. Lemmon Survey    |
| 413926 - | 2006 WU181               | 11 novembre 2006  | Mt. Lemmon Survey    |
| 413927 - | 2006 WW192               | 11 novembre 2006  | Spacewatch           |
| 413928 - | 2006 XV2                 | 23 novembre 2006  | Spacewatch           |
| 413929 - | 2006 XE10                | 9 dicembre 2006   | Spacewatch           |
| 413930 - | 2006 XW10                | 9 dicembre 2006   | Spacewatch           |
| 413931 - | 2006 XB16                | 10 dicembre 2006  | Spacewatch           |
| 413932 - | 2006 XL35                | 1º dicembre 2006  | Mt. Lemmon Survey    |
| 413933 - | 2006 XR38                | 28 ottobre 2006   | Mt. Lemmon Survey    |
| 413934 - | 2006 XD39                | 1º dicembre 2006  | Mt. Lemmon Survey    |
| 413935 - | 2006 XS49                | 13 dicembre 2006  | Mt. Lemmon Survey    |
| 413936 - | 2006 XO51                | 21 novembre 2006  | CSS                  |
| 413937 - | 2006 XN70                | 15 dicembre 2006  | Spacewatch           |
| 413938 - | 2006 XS70                | 13 dicembre 2006  | Mt. Lemmon Survey    |
| 413939 - | 2006 YY6                 | 28 settembre 2006 | Mt. Lemmon Survey    |
| 413940 - | 2006 YA13                | 25 dicembre 2006  | Stevens, B. L.       |
| 413941 - | 2006 YP19                | 24 dicembre 2006  | Bickel, W.           |
| 413942 - | 2006 YW21                | 14 dicembre 2006  | LINEAR               |
| 413943 - | 2006 YD35                | 21 dicembre 2006  | Spacewatch           |
| 413944 - | 2006 YE46                | 13 dicembre 2006  | LINEAR               |
| 413945 - | 2006 YG47                | 22 dicembre 2006  | LINEAR               |
| 413946 - | 2006 YW48                | 26 dicembre 2006  | CSS                  |
| 413947 - | 2007 AD                  | 24 dicembre 2006  | Spacewatch           |
| 413948 - | 2007 AK7                 | 9 gennaio 2007    | Mt. Lemmon Survey    |
| 413949 - | 2007 AH14                | 15 novembre 2006  | Mt. Lemmon Survey    |
| 413950 - | 2007 AS29                | 9 gennaio 2007    | Mt. Lemmon Survey    |
| 413951 - | 2007 BF12                | 17 gennaio 2007   | Spacewatch           |
| 413952 - | 2007 BP14                | 9 marzo 2003      | Spacewatch           |
| 413953 - | 2007 BP40                | 24 gennaio 2007   | Mt. Lemmon Survey    |
| 413954 - | 2007 BF43                | 24 gennaio 2007   | Mt. Lemmon Survey    |
| 413955 - | 2007 BZ45                | 26 gennaio 2007   | LONEOS               |
| 413956 - | 2007 BA47                | 26 gennaio 2007   | Spacewatch           |
| 413957 - | 2007 BJ50                | 21 novembre 2006  | Mt. Lemmon Survey    |
| 413958 - | 2007 BM97                | 19 gennaio 2007   | Mauna Kea            |
| 413959 - | 2007 BS101               | 25 gennaio 2007   | CSS                  |
| 413960 - | 2007 BB102               | 28 gennaio 2007   | CSS                  |
| 413961 - | 2007 CU                  | 6 febbraio 2007   | Mt. Lemmon Survey    |
| 413962 - | 2007 CP21                | 6 febbraio 2007   | NEAT                 |
| 413963 - | 2007 CL27                | 5 febbraio 2007   | NEAT                 |
| 413964 - | 2007 CB29                | 22 novembre 2006  | Mt. Lemmon Survey    |
| 413965 - | 2007 CG30                | 6 febbraio 2007   | Mt. Lemmon Survey    |
| 413966 - | 2007 CC32                | 6 febbraio 2007   | Mt. Lemmon Survey    |
| 413967 - | 2007 CM38                | 6 febbraio 2007   | Mt. Lemmon Survey    |
| 413968 - | 2007 CM40                | 7 febbraio 2007   | NEAT                 |
| 413969 - | 2007 DN7                 | 19 febbraio 2007  | BATTeRS              |
| 413970 - | 2007 DM19                | 17 febbraio 2007  | Spacewatch           |
| 413971 - | 2007 DP23                | 17 febbraio 2007  | Spacewatch           |
| 413972 - | 2007 DB28                | 17 febbraio 2007  | Spacewatch           |
| 413973 - | 2007 DR29                | 17 febbraio 2007  | Spacewatch           |
| 413974 - | 2007 DX42                | 24 dicembre 2006  | Mt. Lemmon Survey    |
| 413975 - | 2007 DL54                | 21 febbraio 2007  | Spacewatch           |
| 413976 - | 2007 DQ58                | 21 febbraio 2007  | Mt. Lemmon Survey    |
| 413977 - | 2007 DV58                | 21 febbraio 2007  | Mt. Lemmon Survey    |
| 413978 - | 2007 DH74                | 21 febbraio 2007  | Mt. Lemmon Survey    |
| 413979 - | 2007 DX98                | 27 gennaio 2007   | Mt. Lemmon Survey    |
| 413980 - | 2007 DK109               | 16 febbraio 2007  | Mt. Lemmon Survey    |
| 413981 - | 2007 DG116               | 16 febbraio 2007  | CSS                  |
| 413982 - | 2007 EV14                | 9 marzo 2007      | Mt. Lemmon Survey    |
| 413983 - | 2007 EA28                | 25 gennaio 2007   | Spacewatch           |
| 413984 - | 2007 ES30                | 23 novembre 2006  | Mt. Lemmon Survey    |
| 413985 - | 2007 ED44                | 9 marzo 2007      | Spacewatch           |
| 413986 - | 2007 EY57                | 9 marzo 2007      | NEAT                 |
| 413987 - | 2007 EZ75                | 10 marzo 2007     | Spacewatch           |
| 413988 - | 2007 EV76                | 10 marzo 2007     | Spacewatch           |
| 413989 - | 2007 EL88                | 14 marzo 2007     | Siding Spring Survey |
| 413990 - | 2007 EZ107               | 11 marzo 2007     | Spacewatch           |
| 413991 - | 2007 EW108               | 11 marzo 2007     | Spacewatch           |
| 413992 - | 2007 EH114               | 12 marzo 2007     | Mt. Lemmon Survey    |
| 413993 - | 2007 EC125               | 13 marzo 2007     | Sposetti, S.         |
| 413994 - | 2007 EE150               | 12 marzo 2007     | Mt. Lemmon Survey    |
| 413995 - | 2007 EW157               | 13 marzo 2007     | Mt. Lemmon Survey    |
| 413996 - | 2007 EA158               | 13 marzo 2007     | Mt. Lemmon Survey    |
| 413997 - | 2007 EJ168               | 13 marzo 2007     | Spacewatch           |
| 413998 - | 2007 EU222               | 30 agosto 2000    | Spacewatch           |
| 413999 - | 2007 ED224               | 15 marzo 2007     | Spacewatch           |
| 414000 - | 2007 FU6                 | 21 febbraio 2007  | Spacewatch           |